# NGC 5957
NGC 5957 (również PGC 55520 lub UGC 9915) – galaktyka spiralna z poprzeczką (SBb), znajdująca się w gwiazdozbiorze Węża. Odkrył ją Heinrich Louis d’Arrest 29 kwietnia 1865 roku. Należy do galaktyk Seyferta typu 2.